# کلیسای اسکاتلند
کلیسای اسکاتلند (اسکاتس: The Scots Kirk) نام کلیسای ملی اسکاتلند است. این کلیسا از پرسبیترینیسم پیروی می‌کند و هیچ رهبر یا رئیسی ندارد. این کلیسا هویت کنونی خود را بعد از اصلاحات پروتستانی اسکاتلند به دست آورده‌است. در سال ۲۰۱۳، حدود ۷٫۵٪ جمعیت اسکاتلند معادل ۳۹۸٬۳۸۹ نفر عضو این کلیسا بوده‌اند. تا سال ۲۰۱۸، این آمار به ۶٪ معادل ۳۲۵٬۶۹۵ نفر کاهش پیدا کرد.